# 麻赫穆德·喀什噶里墓
麻赫穆德·喀什噶里墓（维吾尔语： [Mehmud Qeshqeri Mazar] 错误：{{Transl}}：无法识别语言／字母代码 维吾尔语（帮助））位于新疆疏附县乌帕尔乡乌帕尔山，是喀喇汗王朝侯賽因大汗的兒子麻赫穆德·喀什噶里墓葬。1008年麻赫穆德·喀什噶里出生於疏附县乌帕尔乡。由於殘酷的宮廷政變使他遠走他鄉致力學術研究，1076年終於在巴格達完成了他的舉世著名的巨著《突厥語大詞典》，成為一個偉大的學者，1080年他回到家鄉烏帕爾（距今喀什市南60公裡處），成立了學館。
此地有清泉山巒，水草古樹，適於靜心研究學問。1105年這位偉大學者去世並葬於此。陵園有墓門、墓室及禮拜、誦經、寄宿的房屋數間，結構為木拄、密肋小梁、土牆，外形簡潔樸實，此處即被人們稱為“聖人山”。
原建築年代不可考，但據結構形式及墓主生卒年代判斷，應屬喀喇漢王朝時期，是新疆早期的伊斯蘭建築。

## 現狀
陵墓後來由於地震被損害，1984年中國政府撥專款予以重建，1986年竣工，基本上保留了原來的形制，只有新增了一間文物陳列室，墓室的花格窗十分別致。